# Línguas de Rondônia
As línguas de Rondônia podem ser divididos em dois grupos distintos, as línguas autóctones e as línguas alóctones. Alguns destes são idiomas minoritários.

## Línguas indígenas

As Terras Indígenas de Rondônia

As línguas indígenas de Rondônia são:
| Língua             | Família    | Subramo  | Código ISO 639-3 | Outros nomes |
| ------------------ | ---------- | -------- | ---------------- | --- |
| Aikanã             | Aikanã     |          | tba              | Aikaná, Corumbiara, Huari, Kasupá, Kolumbiara, Masaká, Mundé, Tubarão, Uari, Wari                                                      |
| Kanoé              | Kanoé      |          | kxo              | Canoé, Canoê, Guaratégaya, Guarategaja, Koaratira, Guaratira, Amniapé, Kapixaná, Kapixana, Kapishanã                                   |
| Karipuna           | Tupi       | Kawahiva | kuq              | |
| Kwaza              | Kwaza      |          | xwa              | Coaia, Koaiá, Koaya, Koayá, Quaiá, Arara                                                                                               |
| Kaxararí           | Pano       |          | ktx              | Kasharari, Kaxariri |
| Latundê            | Nambikwara |          | ltn              | Leitodu |
| Lakondê            | Nambikwara |          | lkd              | |
| Tawandê            | Nambikwara |          | xtw              | Da’wan’du, Tawaindê |
| Sabanês            | Nambikwara |          | sae              | Sabané, Sabanê, Sabanés, Sabanes, Sabones, Sowainte                                                                                    |
| Oro Win            | Chapacura  |          | orw              | Dialetos: Oro At, Oro Eo, Oro Mon, Oro Nao, Oro Waram, Oro Waram Xijem                                                                 |
| Conjubim           | Chapacura  |          |                  | |
| Arikapú            | Jê         | Jabutí   | ark              | Aricapú, Maxubí |
| Jabutí             | Jê         | Jabutí   | jbt              | Djeoromitxi, Dheoromitxí, Kipiu, Jabotí, Quipiu, Yabutí                                                                                |
| Arikem             | Tupi       | Arikem   | ait              | Ariken, Arikém, Ariquême |
| Karitiâna          | Tupi       | Arikem   | ktn              | Caritiana, Karitiána, Karitiana |
| Aruá               | Tupi       | Mondé    | arx              | Aruaxi, Aruashí |
| Gavião do Jiparaná | Tupi       | Mondé    | gvo              | Digüt, Gavião, Gavião do Rondônia, Ikõro                                                                                               |
| Suruí              | Tupi       | Mondé    | sru              | Paiter, Suruí de Rondônia, Suruí do Jiparaná, Suruí Paiter                                                                             |
| Puruborá           | Tupi       | Puruborá | pur              | Aurã, Boruborá, Burubora, Cujubi, Kuyubi, Miguelenho, Migueleno, Pumbora, Puroborá, Puruba                                             |
| Karo               | Tupi       | Ramarama | arr              | Arara, Arára, Arára de Rondonia, Arára do Jiparaná, Arara-Karo, Itanga, Itogapuc, Itogapúk, Ntogapid, Ntogapig, Ramarama, Uruku, Urukú |
| Makuráp            | Tupi       | Tuparí   | mpu              | Macuráp, Macurape, Macurapi, Makurápi, Massaka                                                                                         |
| Tuparí             | Tupi       | Tuparí   | tpr              | |
| Wayoró             | Tupi       | Tuparí   | wyr              | Ajurú, Ayurú, Uaiora, Wajaru, Wayru, Wayurú                                                                                            |
| Amundava           | Tupi       | Kawahiva | adw              | Amondawa, Amondáwa, Amundawa, Amundáwa                                                                                                 |
| Uru-Eu-Wau-Wau     | Tupi       | Kawahiva | urz              | Eru-Eu-Wau-Wau, Kagwahiva, Uru-Eu-Uau-Uau, Uruewawau, Urueuwawáu                                                                       |
| Warázu             | Tupi       | Guarayo  | psm              | Pauserna, Guarasugwé, Guarasú'we |

### Gramática
Paralelos morfológicos
Alguns classificadores nas línguas de Rondônia (Voort 2008):
|            | casca  | fruta | osso  | dente | líquido | objeto redondo | espinho | mingau | pó    |
| ---------- | ------ | ----- | ----- | ----- | ------- | -------------- | ------- | ------ | ----- |
| Kwazá      | -kalo  | -ko   | -su   | -mãi  | -mũ     | -tɛ            | -nĩ     | -mɛ̃    | -nũ   |
| Kanoê      | -ko    |       |       |       | -mũ     | -toe           |         |        | -nũ   |
| Aikanã     |        |       | -zu   | -mũj  | -mũ     | -ðãw           |         |        | -nũ   |
| Arikapú    |        |       |       |       |         |                | -nĩ     | -mrɛ̃   | nũ    |
| Nambikwara | -kalo  | -su³  |       |       |         |                |         |        | -nũx³ |
| Latundê    | -kaloh |       |       |       |         |                |         |        | -nũ   |
| Sabanê     |        |       | (-su) |       |         |                |         |        | -inun |

### Vocabulário

#### Voort (2008)
Comparação lexical de várias línguas indígenas faladas em Rondônia (Voort 2008):
| Português | canoa   | olho      | lenha | casa   | lua     | chuva    | fumaça    | estrela   | sol    | água   | onça     | chicha  | milho   | mandioca |
| --------- | ------- | --------- | ----- | ------ | ------- | -------- | --------- | --------- | ------ | ------ | -------- | ------- | ------- | -------- |
| Mekens    | apikat  | o-ebaopap | otat  | ek     | pakori  | atsoap   | otat niik | parobaro  | kiakop | iki    | ameko    | tiero   | atsitsi | tapsit   |
| Wari’     | kanoa   | tokʔ      |       | tʃirim | panawoʔ | tʃowiʔ   | tain      | piyoʔ     | tʃina  | kom    | kopakaoʔ | tarakop | mapak   | kop      |
| Arikapú   | kukǝkǝ  | hãkarɛ    | pikǝ  | rɛko   | kupa    | nãy      | tʃio      | warǝwarǝ  | tǝhã   | mbi    | kura     | tʃuɛrǝ  | tʃitʃi  | mbu      |
| Aikanã    | kanowa  | ka-muka   | hinɛ  | keða   | ya      | hanɛ     | tʃøni     | yøtɛ      | ya     | hanɛ   | iʔivɛ    | mãmãĩ   | haki    | nyapuri  |
| Kanoê     | ãtãpætæ | ikĩy      | ini   | tiy    | mitæ    | væ       | pwã       | varivari  | kwikay | kuni   | opɛra    | tʃɛro   | atiti   | tʃuɛ     |
| Kwaza     | kanwã   | etyũi     | hi    | asi    | hakuri  | awe      | hinũnũ    | waruwaru  | kosa   | hã     | yereʃwa  | mĩw     | atʃitʃi | yo       |
| Latundê   |         | inkinĩn-  | hih-  | sih-   | eyn-    | mih- (V) | sin- (V)  | tãnkinĩn- | sün-   | nahoh- | loh-     | nahon-  | keyat-  | lin-     |

Algumas semelhanças lexicais entre o Kwazá, o Aikanã e o Kanoê:
| Português | Inglês | Kwazá       | Aikanã              | Kanoê                |
| --------- | ------ | ----------- | ------------------- | -------------------- |
| perna     | leg    | e-ˈkai      | ka-døka (canela)    | i-ˈkaw (tíbia)       |
| fígado    | liver  | e-ˈri       | iːˈri               | i-ˈri                |
| cabelo    | hair   | e-ˈsɨi      | ji, ʒi              | jɨ                   |
| barriga   | belly  | e-ˈtε       | ka-taˈpa            | i-teˈkwa             |
| pedra     | stone  | haˈki(-ɗwa) | haˈʒi               | aˈki                 |
| colmeia   | hive   | haˈso       | aˈzu (mel de cupim) | aˈso, aˈtso (aldeia) |
| fogo      | fire   | hi          | hiˈnε               | i-ˈnĩ                |
| cinzas    | ash    | hinũˈnã     | ðũpapa              | i-nĩ-tinũ            |
| areia     | sand   | tsũrũrũˈnĩ  | hĩʔnũˈʔnũ           | ñũˈt∫i               |

#### Jolkesky (2016)
Outros paralelos lexicais entre as línguas de Rondônia (Jolkesky 2016):
| Português   | Kwazá        | Arikapú      |
| ----------- | ------------ | ------------ |
| açaí        | wiriʔu       | wiri         |
| andar       | kerai        | kərəj        |
| bolsa       | sui          | ʧu           |
| cigarra     | kuku         | kokorə       |
| CLS.espinho | -nĩ          | -nĩ          |
| CLS.mingau  | -mɛ̃          | -mrɛ̃         |
| estrela     | waruwaru     | warəwarə     |
| milho       | aʧiʧi        | ʧiʧi         |
| peneira     | manarɨ       | manarə       |
| pica-pau    | mauru        | pãwrũ        |
| pó/farinha  | -nũ ‘CLS.pó’ | nũ ‘farinha’ |
| tucano      | sowɨwɨ       | ʧuwɛwɛ       |

| Português    | Proto-Chapakura | Irantxe            |
| ------------ | --------------- | ------------------ |
| barriga      | *ʔamon          | tũmula             |
| boca/falar   | *jaː ‘falar’    | jaʔa ‘boca’        |
| caminho      | *wanaː          | waːnõkuwɯ          |
| estrela      | *pijuʔ          | pijãpa             |
| flor         | *pwiw           | pewi               |
| gordura      | *mapom          | mamɯ̃               |
| madeira      | *mawin          | amaʔi              |
| ombro        | *ʔapam          | tapan              |
| peito        | *ʔikim          | ikip-si, ikip-katɯ |
| rabo         | *kipun          | tikipu             |
| rosto/cabeça | *matan ‘rosto’  | mate ‘cabeça’      |

| Português       | Aikanã            | Kanoê               |
| --------------- | ----------------- | ------------------- |
| cabelo          | ji                | jɨ                  |
| cesta           | ururi             | urutsi              |
| CLS.líquido     | -mũ               | -mũ                 |
| CLS.pó/farinha  | -nũ               | -tinũ               |
| colmeia/vila    | hazu ‘colmeia’    | aso/aʦo ‘vila’      |
| fezes           | nenũ              | nũ                  |
| fígado          | iːri              | iri                 |
| fogo            | hinɛ              | inĩ                 |
| LOC             | -nɛ               | -nĩ                 |
| nuvem/fumaça    | wuai ‘nuvem’      | wairoe ‘fumaça’     |
| P (em pronomes) | -tɛ               | -te                 |
| paca/cutia      | uwi ‘cutia’       | owe ‘paca’          |
| pacu            | tɛrɛ              | tɛrɛj               |
| papagaio        | kuridzʉ           | kore                |
| papagaio        | awa               | awa                 |
| pedra           | haki/haʤi ‘pedra’ | aki                 |
| pessoa          | akũsũ             | akũʦũ               |
| tamanduá        | nolɛ              | ore                 |
| urucum          | tara              | tara                |
| vento/ventar    | ʉwoi ‘vento’      | wuwuiroere ‘ventar’ |

| Português        | Kwazá               | Aikanã                  |
| ---------------- | ------------------- | ----------------------- |
| água             | hã                  | hanɛ                    |
| anta             | ãrũi                | arɤmɛ                   |
| cabelo           | e-sɨi               | ʤi                      |
| campo            | e-ri                | wɛrɨ                    |
| carrapato/piolho | kei ‘carrapato’     | kai ‘piolho’            |
| cesta            | ururire             | ururi                   |
| cigarra          | kuku                | kuːku                   |
| CLS.líquido      | -mũ                 | -mũ                     |
| CLS.pó/farinha   | -nũ                 | -nũ                     |
| colmeia          | haso                | hazu                    |
| COM              | -ete                | -ɛtɛ                    |
| cortar           | wi                  | wi                      |
| dente            | -maĩ                | moi/mui                 |
| dormir           | wãwɨ̃i               | awã                     |
| fezes            | ɲũ                  | nenũ                    |
| fígado           | e-ri                | iːri                    |
| filho            | ʧuuʧi               | xuxu                    |
| floresta/árvore  | waɛ ‘árvore’        | aɛ ‘floresta’           |
| fogo             | hi                  | hinɛ                    |
| gafanhoto        | ʧiʧilu              | ʧiʧipu                  |
| garça            | ãwãka               | hãwãkãʔĩ                |
| gente            | akũtũ               | akũsũ                   |
| gato             | jãw                 | jãwʔĩ                   |
| joelho/coxa      | e-romũ ‘coxa’       | ka-rɛmu ‘joelho’        |
| LOC              | -na                 | -nɛ                     |
| martim-pescador  | ɗuwiwisu            | davivi                  |
| nadar            | ʦũ                  | sũ                      |
| osso             | tsu                 | zu                      |
| P (em pronomes)  | -ʦɛ                 | -tɛ                     |
| pacu             | terei               | tɛrɛ                    |
| papagaio         | toto                | dɤdɤ                    |
| papagaio         | awɨ                 | awa                     |
| pedra/milho      | haki- ‘milho/pedra’ | haki/haʤi ‘pedra’       |
| perna            | kai                 | kaizu                   |
| pó/farinha       | -nũ ‘pó’            | -nun ‘pó’; nu ‘farinha’ |
| preto            | be                  | wi                      |
| quati            | haɗuru              | hadɵrɵ                  |
| rolar            | ɗurɨrɨ              | durɛrɛ                  |
| saracura         | ɗãrãku              | darakʷa                 |
| tatu             | harurai             | harɵ                    |
| urucum           | toro                | tara                    |
| veado/cavalo     | mãru ‘cavalo’       | maru ‘veado’            |
| vento            | wɨwɨrjɨ̃             | ʉwoi                    |

| Português          | Kwazá              | Kanoê               |
| ------------------ | ------------------ | ------------------- |
| amarrar/desamarrar | tɨrɨ ‘desamarrar’  | tɨrɨ ‘amarrar’      |
| aqui/lá            | ja                 | ja                  |
| árvore/madeira     | hi ‘madeira’       | ɛː ‘árvore’         |
| bicho-de-pé        | sɨjto              | tɨjko               |
| boca/comer         | ja ‘comer’         | ia ‘boca’           |
| cabeça             | kutɨ               | kuta                |
| cabelo             | e-sɨi              | jɨ                  |
| casa               | aʃɨ                | aso                 |
| cesta              | ururire            | urutsi              |
| chuva              | awe                | wɛ                  |
| CLS.fruta/semente  | -ko                | -ko                 |
| CLS.líquido        | -mũ                | -mũ                 |
| CLS.pó             | -nũ                | -tinũ               |
| CLS.redondo        | -tɛ                | -tɛ                 |
| colher de pau      | ɗumaru             | tomero              |
| colmeia/vila       | haso ‘colmeia’     | aso ‘vila’          |
| coruja             | bubware            | wowoʧi              |
| ENF                | -tete              | -kete               |
| estrela            | warɨwarɨ           | warɨwarɨ            |
| farinha/raiz       | kãjã ‘raiz’        | kaɲa ‘farinha’      |
| feijão             | kumaɗa             | kometa              |
| fezes              | ɲũ                 | nũ                  |
| fígado             | e-ri               | i-ri                |
| flecha             | mãbi               | mapi                |
| fumaça             | -nũ                | nõ                  |
| galo               | kurakuratswa       | kurakura            |
| garça              | ãwãka              | ãvãkã               |
| gente              | -akũtũ             | akũʦũ               |
| grande             | ʧi                 | ʦi                  |
| jacamim            | araʦaɓi            | aratapɨ             |
| látex              | humũ               | omu                 |
| macaco caiarara    | hɨri               | irɨ                 |
| machado            | ale                | aere                |
| madeira/árvore     | hi ‘madeira’       | ɛː ‘árvore’         |
| mãe                | mã                 | mõ                  |
| mamão              | taɨ                | tokɨ                |
| mandioca           | jo                 | ʧuɛ                 |
| mariposa/cigarra   | pura ‘mariposa’    | pura ‘cigarra’      |
| milho              | aʧiʧi              | atiti               |
| morrer             | towari             | tuoere              |
| nádeɡas            | ɲũse               | nũtɛ                |
| olho               | e-tũ̪i              | i-kəĩ               |
| ovo                | e-ni               | i-ɲeĩ               |
| P (em pronomes)    | -ʦɛ                | -te                 |
| TRANS              | -ta                | -to                 |
| pacu               | terej              | tɛrɛj               |
| papagaio           | karerɨ             | kore                |
| papagaio           | awɨ                | awa                 |
| pariri             | mĩɗo               | mĩto                |
| pato               | damũ               | tɛmu                |
| pé                 | djo                | itso ‘dedão’        |
| pedra              | haki               | aki                 |
| peneira            | manarɨ             | mɛnɛre              |
| preto              | be                 | be                  |
| quebrar            | ɗʷɨ                | dʷa                 |
| raia               | tsãkãrũ            | tsãkãwnũ            |
| sapo               | kotorɛ             | kɨkɨtɛ              |
| semente            | ko                 | ko                  |
| sobrinho           | kore               | koro                |
| tartaruga/camaleão | ekukũte ‘camaleão’ | ĩkũkũtɛ ‘tartaruga’ |
| terra              | tsãrã              | tsana               |
| urubu              | uruhu              | urukutɵ             |
| urucum             | toro               | tara                |
| vento              | wɨwɨrjɨ            | wuroere             |

| Português   | Kwazá         | Taruma        |
| ----------- | ------------- | ------------- |
| carne       | hɨ̃            | ẽhẽ           |
| costas      | -bari         | abara         |
| gente       | kʷaza         | kwasɨ ‘homem’ |
| machado     | ale           | bade          |
| nádega      | ɲũse          | ʤisɨ          |
| nariz       | ɛsalõi        | asa           |
| olho        | etũ̪i          | aʧi           |
| osso        | tsu           | aiʧu          |
| pele        | esiki         | asɨku         |
| pelo/cabelo | eʃɨi ‘cabelo’ | iʧiwi ‘pelo’  |
| queimar     | ke-           | ke            |

## Outras línguas
Idiomas de alóctones ou idiomas de imigrantes
- Português, a língua nacional do Brasil
- Castelhano, falado nas regiões da fronteira com a Bolívia
- Língua pomerana, a língua cooficial de Espigão d'Oeste[10]